# Maximus (BBS)
Maximus («Maximus BBS» или «Maximus-CBCS») — компьютерная программа для организации BBS.
Популярность Maximus стала заметно снижаться с появлением более простой в настройке Remote Access BBS.
Построена на одном коде с эхопроцессором Squish, и использует одноимённый собственный формат базы сообщений.
С 1990 года распространялась на условиях собственнической лицензии. В 2002 году исходный код Maximus и Squish был выпущен под лицензией GNU General Public License, и с тех пор портирован на Unix-подобные ОС типа Linux.
Настройки и дополнения хранятся в текстовых файлах, которые после редактирования нужно компилировать. Также поддерживаются два компилируемых в байт-код языка программирования — Mecca и Mex. (*.mec и *.mex)